# Villeneuve-Tolosane
Villeneuve-Tolosane település Franciaországban, Haute-Garonne megyében. Lakosainak száma 10 704 fő (2022. január 1.). Villeneuve-Tolosane Cugnaux, Frouzins, Plaisance-du-Touch, Portet-sur-Garonne és Roques községekkel határos.

## Népesség
A település népessége az elmúlt években az alábbi módon változott:
| Lakosok száma | 2486 | 6438 | 7559 | 8257 | 8960 | 9184 | 9720 | 10 050 | 10 112 | 10 704 |
|               | 1968 | 1982 | 1990 | 2006 | 2013 | 2015 | 2017 | 2019   | 2020   | 2022   |